# Svart jättevapenfluga
Svart jättevapenfluga (Stratiomys longicornis) är en tvåvingeart som först beskrevs av Giovanni Antonio Scopoli 1763.  Svart jättevapenfluga ingår i släktet Stratiomys och familjen vapenflugor. Enligt den svenska rödlistan är arten akut hotad i Sverige. Arten förekommer i Götaland. Arten har tidigare förekommit på Gotland men är numera lokalt utdöd. Artens livsmiljö är havsstränder, våtmarker, sjöar och vattendrag, jordbrukslandskap, brackvattenmiljöer. Inga underarter finns listade i Catalogue of Life.